# Donald McDougall
Donald McDougall – amerykański kolarz torowy, złoty medalista mistrzostw świata.

## Kariera
Największy sukces w karierze Donald McDougall osiągnął w 1912 roku, kiedy zdobył złoty medal w sprincie amatorów podczas mistrzostw świata w Newark. W zawodach tych bezpośrednio wyprzedził dwóch swoich rodaków: Harry'ego Kaisera oraz Jamesa Divera. Był to jedyny medal wywalczony przez McDougalla na międzynarodowej imprezie tej rangi. Ponadto trzykrotnie zdobywał złote medale torowych mistrzostw Stanów Zjednoczonych w swej koronnej konkurencji. Nigdy nie wystąpił na igrzyskach olimpijskich. 